# Innesto cutaneo
L'innesto cutaneo, in medicina, è un segmento di tessuto (derma) che non contiene una rete di vasi sanguigni propri, e che può essere trasferito da un sito donatore per ricostruire un'area sede di perdita di sostanza (defect), causata ad esempio da traumi o da rimozione di tumori.

## Classificazione
Secondo lo spessore:
- sottili, epitelio più epidermide, fino alle papille dermiche
- a medio spessore, epitelio, epidermide più metà spessore del derma
- a tutto spessore, epitelio, epidermide e 2/3 del derma